# Jang Seok-nam
Jang Seok-nameoknam (hangeul : 장석남), né le 3 août 1965 à Incheon en Corée du Sud, est un poète sud-coréen.

## Biographie
Jang Seok-nameoknam est né le 3 août 1965 à Incheon en Corée du Sud. Jang a obtenu un diplôme de premier cycle en création littéraire à l'institut des arts de Séoul et un doctorat en littérature à l'université Inha. Depuis 2003, il travaille en tant que professeur adjoint à l'université des femmes Hanyang. Il a fait ses débuts littéraires en tant que poète alors qu'il n'avait qu'une vingtaine d'années en remportant le Concours du Nouvel Écrivain parrainé par le journal Kyunghyang Shinmun.

## Œuvre
L'Institut coréen de traduction littéraire (LTI of Korea) présente le poète Jang comme un artiste « (montrant) la stature d'un grand poète lyrique avec la pureté de la mémoire et un sens aigu de la langue ».
Dans l'avant-propos de son premier recueil de poésies intitulée Une volée d'oiseaux (Sae ttedeuregero-ui mangmyeong), il avoue rêver tous les jours de fusionner sa vie avec la musique. La littérature est pour lui simplement un code, un signe qui ne peut être compris par un non-voyant alors que la musique peut être comprise par tout le monde. C'est certainement une revendication surprenante pour un poète. Mais Jang affirme que « la poésie est un beau radeau qu'il faut savoir prendre pour obtenir de la musique, de la danse, des flammes ». La plupart des poètes soulignent les qualités transcendantales de la langue, mais Jang ne fait pas de la poésie quelque chose de mystique, il la consifère plutôt comme un moyen d'atteindre quelque chose de différent de l'absolu. 
Constamment en train d'absorber les idées du monde et les normes morales, la langue est considérée par Jang comme impure et polluée. Pourtant, la langue ne peut jamais être abandonnée dans la mesure où elle est le vecteur essentiel pour la transmission de la pensée humaine. Bien qu'elle soit impure, le poète essaie de créer une symbiose entre l'expression, la langue et des mondes regardés comme idéaux comme la danse et la musique.
Cette vision du monde du poète rend sa poésie « musicale », pas dans le sens des rythmes ou des sons, mais dans le sens que ses poèmes aspirent à atteindre la pureté de la musique. En quelque sorte, le poète cherche à recréer un monde esthétique idéal.
Les grands recueils de poésie de Jang comprennent Une volée d'oiseaux (Sae ttedeuregero-ui mangmyeong, 1991), Maintenant, faire de mon mieux pour ne languir de personne (Jigeumeun ganshinhi amudo geuripji aneul muryeop, 1995), Les larmes aux yeux (Jeojeun nun, 1998), La douleur sur le côté gauche de la poitrine (Oen jjok gaseum araekke-e on tongjeung, 2001), et Où vont les sourires ? (Misoneun eodiro gashiryeoneunga, 2006).
Pour ses réalisations littéraires Jang a été récompensé par le Prix Kim Soo-young en 1992, par le Prix de littérature contemporaine (Hyundae Munhak) en 1999, et par le Prix Midang en 2010.

## Distinctions
- 1992 : Prix Kim Soo-young
- 1999 : Prix de littérature contemporaine (Hyundae Munhak)
- 2010 : Prix Midang pour 가을 저녁의 말